# الخرائب (الضرائب)

تعديل مصدري - تعديل

الخرائب محلة تابعة لقرية الضرائب، التابعة لعزلة حقين بمديرية حزم العدين إحدى مديريات محافظة إب في الجمهورية اليمنية، بلغ تعداد سكانها 135 حسب تعداد اليمن لعام 2004.